# Irredentismus

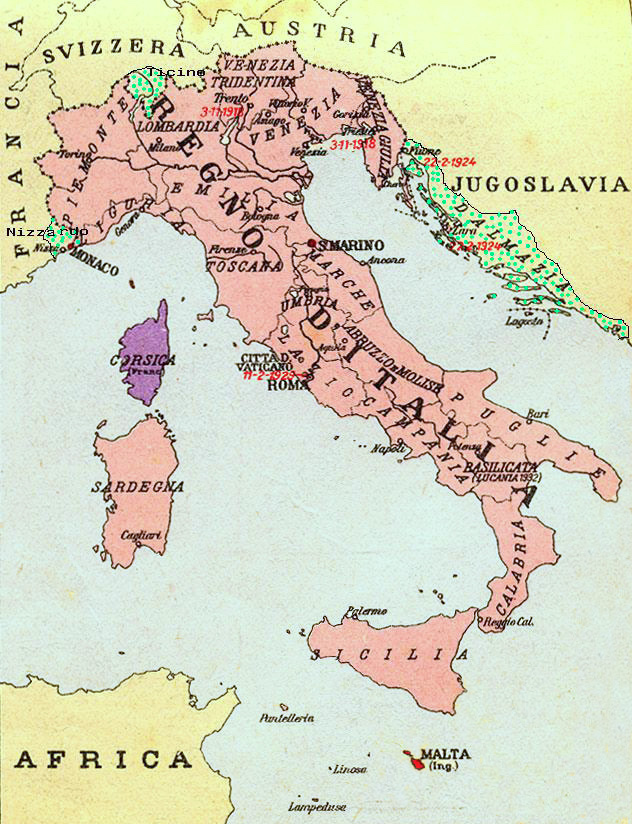
Italien nach den Vorstellungen italienischer Irredentisten nach dem Ersten Weltkrieg

Unter Irredentismus versteht man die Ideologie, Gebiete eines anderen Staates oder den Staat selbst dem eigenen Staatsgebiet anzuschließen, um dadurch etwa möglichst alle Vertreter einer bestimmten Ethnie in einen Staat mit festen Territorialgrenzen zu vereinen. Diese Bestrebung ist Teil vieler Panbewegungen, wie des Pangermanismus, des Panslawismus oder des Panturanismus.
Im historischen Sinne bezeichnet das Wort den italienischen Irredentismus, der selbst eine Panbewegung darstellt. Man spricht auch von „Panitalianismus“. Als Irredentismus wurde zunächst die italienisch-nationalistische Ideologie bezeichnet, deren Ziel nach der Einigung Italiens 1861 die Angliederung der unter österreichischer Herrschaft verbliebenen italienisch besiedelten Gebiete Trentino und Triest war. Das beanspruchte Gebiet im Ausland wird (die) ‚Irredenta‘ oder italienisch: ‚terra irredenta‘ (das [noch] unbefreite Land, verlorene Land, wörtlich: das unerlöste) genannt. Von einer politisch isolierten Minderheit im italienischsprachigen Schweizer Kanton Tessin wurde der Irredentismus auch auf die Italienische Schweiz übertragen und vor allem von Adula vertreten.

## Etymologie
Das Wort Irredentismus kommt vom italienischen Begriff terre irredente (‚unerlöste Gebiete‘, vom ital. Verb "redimere = erlösen" ist es das Partizip Perfekt: redento), womit ‚Volksteile‘ gemeint sind, die Anschluss an ihr Mutterland (oft im Sinne von ‚muttersprachliches Land‘) suchen, bzw. die Nation, die ihr Gebiet überall dorthin ausdehnen will, wo Volksangehörige von ihr leben. Es waren auch Bestrebungen dieser Art, die 1918 zur Aufteilung des Habsburger Vielvölkerstaats Österreich-Ungarn in neue Staaten führten: Tschechoslowakei, Deutschösterreich, Ungarn und das Königreich der Serben, Kroaten und Slowenen.
Sprach- oder ethnienbezogene Nationalismen bergen überall dort, wo politische Lösungen für das Zusammenleben vieler Ethnien nicht ohne Benachteiligung einzelner Gruppen gelingen, die Gefahr von Territorialkonflikten, so zum Beispiel innerstaatlich bezüglich der Grenzen zwischen Kantonen oder Banaten, aber auch zwischen großen Staaten.

## Geschichte
Nach der nationalstaatlichen Einigung Italiens mit der neuen Hauptstadt Rom 1871 unter König Viktor Emanuel II. waren Gebiete mit italienischsprachiger Bevölkerung unter der Herrschaft von Österreich-Ungarn verblieben. 1878 gründete sich in Italien der Bund Italia Irredenta, dessen Hauptziele die Angliederung „unerlöster italienischer Volkstumsgebiete“ (Italia irredenta, terre irredente) an Italien war. Hauptgebiete waren Trentino-Südtirol und Istrien, auf die Italien im Frieden von Wien (1866) verzichtet hatte, außerdem Dalmatien. Als „die Irredenta“ wurde sowohl diese politische Bewegung in Italien bezeichnet, als auch die nationalrevolutionären Organisationen in diesen Gebieten, die die Abspaltung vom Vielvölkerstaat Österreich-Ungarn und den Anschluss an den Nationalstaat Italien anstrebten.
Viele Panbewegungen des 19. und frühen 20. Jahrhunderts trugen irredentistische Züge. So strebten die Panbulgaristen die Errichtung eines Großbulgarien an. Die Idee wurde 1878 durch den Frieden von San Stefano verwirklicht. Die modernen Panhellenisten strebten ein Großgriechenland an.
Unter Adolf Hitler vollführte das Deutsche Reich zahlreiche irredentistische Akte, besonders in Osteuropa wie die Heim-ins-Reich-Aktion, aber auch den Anschluss Österreichs und die Annexion des Sudetenlandes 1938, der in der irredentistischen Tradition der Großdeutschen Lösung zur Begründung des Großdeutschen Reiches diente.

## Heute
Die Annexion der Krim 2014 seitens der Russischen Föderation stellte ebenfalls einen irredentistischen Akt dar. Nach dem russischen Überfall auf die Ukraine 2022 erklärte Wladislaw Inosemzew, der Irredentismus bilde zusammen mit dem Militarismus das Kernstück einer faschistischen Ideologie Russlands unter Wladimir Putin.
Heute vertritt die Magyar Gárda immer noch die Idee eines Großungarn.
Weitere historische Beispiele sind Großaserbaidschan, Großalbanien, Großfinnland, Großisrael, Großrumänien sowie Großserbien.